# フランシス・ザビエル・クリエンサック・コーウィタワーニット
フランシス・ザビエル・クリエンサック・コーウィタワーニット（Francis Xavier Kriengsak Kovitvanit、ฟรังซิสเซเวียร์ เกรียงศักดิ์ โกวิทวาณิช、1949年6月27日 - ）は、バンコク大司教区（ローマ・カトリック教会）の大司教。洗礼名はフランシスコ・ザビエル。

## 経歴
クリエンサック・コーウィタワーニットは1949年、タイ王国バンコク都バーンラック区に生まれた。ナコーンパトム県サームプラーン郡聖ヨセフ小神学校（St Joseph's Minor Seminary）で神学教育を受けた後、1970年から1976年までローマにある教皇庁立ウルバノ大学（ontifical Urbaniana University）で大学教育を受けた。そこで哲学と神学の学位を取得し、1976年7月11日に司祭に叙階された。
帰国後、最初にアユタヤ県セーナー郡のバーンペーン聖母マリア生誕教会で助任司祭を務め、その後1977年から1979年まで同県バーンサーイ郡ゴ・ヤイ  キリスト顕現教会でも助手を務めた。1979年から1981年までは母校であるサームプラーン郡の聖ヨセフ小神学校の副院長を務めた。さらに1982年から1983年までローマのグレゴリアン大学に留学している。帰国後、ナコーンラーチャシーマー県の聖家族中等神学校（Holy Family Intermediate Seminary）で院長として1983年から1989年まで務めた。その後、1993年までタイ国カトリック司教協議会の事務次官に就任するとともにサームプラーン郡のルクス・ムンディ大神学校（Lux Mundi National Major Seminary）の院長も務める。2000年にバンコクラートクラバン区タップヤーオ地区フアタケー・ルルドの聖母教会の主任司祭になる。2001年にはルクス・ムンディ大神学校で特別講義を行った。2003年に司教に叙階され、アサンプション大聖堂の小教区を担当するとともにバンコク大司教区司祭協議会の事務局長を務める。
2007年5月7日、教皇ベネディクト16世によってナコーンサワン教区の司教に任命された。当時、ナコーンサワン教区の教区長司教は、2005年にルイス・チャムニアン・サンティスックニラン司教がターレー・ノーンセーン大司教区大司教に就任して移ってしまってから、空位となっていた。2009年5月14日に枢機卿マイケル・ミーチャイ・キットブンチュー大司教の後任としてバンコク大司教に実質的に就任した。公式には就任は2009年8月16日である。